# Zelfspodcast
Zelfspodcast is een Nederlandse podcast van Sander Schimmelpenninck en Jaap Reesema. In de podcast bespreken Schimmelpenninck en Reesema de actualiteit, hun privéleven en problemen van millennials. Hun jeugd en hun studietijd bij het Rotterdamsch Studenten Corps passeren ook regelmatig de revue.
De Zelfspodcast werd aanvankelijk geproduceerd door Titus van Dijk van Gambardella Media. Van Dijk was regelmatig onderwerp van gesprek tijdens de podcast. Sinds oktober 2020 wordt de Zelfspodcast geproduceerd door Tonny Media, een bedrijf van Schimmelpenninck, Reesema en Van Dijk.
Gemiddeld wordt een aflevering 100.000 keer beluisterd. Vanaf de lancering staat de podcast in de top 5 Shows op Apple Podcasts. De grootste groep luisteraars zijn millenials (25-40 jaar). In 2020 won Zelfspodcast de 'Online Radio Awards' in de categorie 'beste podcast' en de 'Dutch Postcast Awards' van BNR Nieuwsradio in de categorie 'lifestyle, maatschappij en gezondheid'.
Sinds 23 april 2020 worden er wekelijks exclusieve afleveringen gepubliceerd op het streaming-platform petje.af. Deze afleveringen worden na de reguliere aflevering opgenomen en zijn enkel tegen betaling te beluisteren. Vanaf 28 augustus 2020 zijn daar twee podcasts aan toegevoegd. De TonnyTalk, een nabespreking van de reguliere podcast direct aansluitend aan de opname van de reguliere podcast. De andere extra podcast is genaamd 'De Knipselmand' en wordt gemaakt door Schimmelpenninck en Van Dijk of De Kiesmannen. De laatstgenoemde podcast heeft als inhoud het bespreken van artikelen uit gerenommeerde tijdschriften zoals bijvoorbeeld The Economist. Vanaf juli 2021 heeft de Zelfspodcast een eigen app waarop ze de content produceren. De app is beschikbaar voor zowel Apple als Android.

## Inhoud
Elke aflevering volgt een betrekkelijk vast stramien waarin onderstaande onderdelen voorbij komen. In de eerste twintig afleveringen werden wekelijks ook de reviews van de vorige aflevering besproken.
Het dieptepunt van de week
Elke aflevering begint met een fragment waarin Schimmelpenninck en Reesema een persoonlijk dieptepunt bespreken wat ze in de afgelopen week, of langer geleden, hebben meegemaakt.
Een stukje ongevraagd advies van een BN'er, een CN'er of een onbekende
Vanaf aflevering 15 wordt iemand (vaak een Bekende Nederlander), ironisch genoeg, gevraagd om een advies te geven wat betrekking heeft op het onderwerp van de betreffende aflevering.
Het geflopte business-idee van Jaap
Elke aflevering heeft Reesema een idee voor een nog op te richten onderneming. Veel van de namen van deze fictieve bedrijven zijn woordspelingen.
De Veer of Sneer
Aan het eind van een aflevering delen de presentatoren een veer of sneer uit naar een persoon dat te maken heeft met het hoofdonderwerp of die week in het nieuws is geweest.

## Jingle
De jingle is geschreven en gezongen door Reesema.

Liedtekst:
Twee vrienden, waar ken ik ze toch van?
Hij deed maar wat bij de Quote, en hij zingt af en toe een foute noot.
Net niet echt succesvol, en niet echt heel beroemd.

Twee vrienden, dit is de Zelfspodcast

## Afleveringenoverzicht
| Seizoen | Uitzending                       | Aantal |
| ------- | -------------------------------- | ------ |
| 1       | 25 oktober 2019 - 2 oktober 2020 | 52     |
| 2       | 9 oktober 2020 - 1 oktober 2021  | 52     |
| 3       | 8 oktober 2021 - heden           | N.N.B  |

## Afleveringen

### Seizoen 1
| Afl.  | Datum             | Titel                                                                     | Een stukje ongevraagd advies | Het geflopte business-idee van Jaap | Het snoepje van de week       |
| ----- | ----------------- | ------------------------------------------------------------------------- | ---------------------------- | ----------------------------------- | ----------------------------- |
| S1E01 | 25 oktober 2019   | De droom die terugkomt en het waarom van deze podcast                     |                              | Van Flat Naar Villa                 | Olivia Aarnio                 |
| S1E02 | 25 oktober 2019   | Het is chic om tv-kijken niet chic te vinden, gelukkig zijn wij niet chic |                              | Wollah trui                         | Sharon Pieksma                |
| S1E03 | 25 oktober 2019   | Kinderen zijn hinderen, zeker met de klimaatapocalyps voor de deur        |                              | DIK (De Ideale Kleinzoon)           | Kelly Weekers                 |
| S1E04 | 1 november 2019   | Bubbels, billen en boeren                                                 |                              | Karaneukenbar                       | Gaby Blaaser                  |
| S1E05 | 8 november 2019   | De horecahype en haat/liefde over eten                                    |                              | BoerVoer                            | Elise Schaap                  |
| S1E06 | 15 november 2019  | Fincanciële (on)afhankelijkheid                                           |                              | Zakelijk pinnen                     | Máxima Zorreguieta            |
| S1E07 | 22 november 2019  | De aftakeling slaat toe                                                   |                              | AOWehuasca                          | Bridget Maasland              |
| S1E08 | 29 november 2019  | Veranderende tradities en mooie mannen                                    |                              |                                     | Michiel Huisman               |
| S1E09 | 6 december 2019   | De heilige koe, doet hij er toe?                                          |                              | De SchnabbelMobiel                  | Christina Curry               |
| S1E10 | 13 december 2019  | Vrouwen, je kan maar beter kippen houden                                  |                              | Bestel Anoniem                      | Gigi Ravelli                  |
| S1E11 | 20 december 2019  | De villa, corpshuizen en guilty pleasures                                 |                              | Laat je streamen                    | Frenkie de Jong               |
| S1E12 | 27 december 2019  | Slechte gewoontes, goede voornemens                                       |                              | De PeriTanner                       | Nikki Plessen                 |
| S1E13 | 3 januari 2020    | Moeilijke beslissingen                                                    |                              | De Trouwtomaat                      |                               |
| S1E14 | 10 januari 2020   | Maakt techniek ons dommer?                                                |                              | FriendlyFireHood                    | Yolanthe Cabau                |
| S1E15 | 17 januari 2020   | De kleren maken deze mannen niet                                          | Kim Kötter                   |                                     | Inge Wildenberg               |
| S1E16 | 24 januari 2020   | De tragische dood van de boze blanke man                                  | Tim Hofman                   | Puppy Lease                         | Meghan Markle                 |
| S1E17 | 31 januari 2020   | Na Twitterstorm komt zonneschijn                                          | Eva Hoeke                    | Koop Een Steen                      | Thierry Baudet                |
| S1E18 | 7 februari 2020   | Hasj, coke en pillen                                                      | Maaltje van Everdingen       | Sunny Side Up                       | Carmen Visser                 |
| S1E19 | 14 februari 2020  | Romantiek met Monica                                                      | Monica Geuze                 | Handige Harry                       | Monica Geuze                  |
| S1E20 | 21 februari 2020  | Dienstplicht voor knorren                                                 | Mark Baanders                | De Pismobiel                        | Caroline de Bruijn            |
| S1E21 | 28 februari 2020  | Goudelsjes, ouwe bokken en jonge blommen                                  | Elise Schaap                 | De SustaineBal; De Abdel            | Matthijs van Nieuwkerk        |
| S1E22 | 6 maart 2020      | Alles voor de image                                                       | Luuk Ikink                   | NeeNu app                           | Maxime Heinsbroek             |
| S1E23 | 16 maart 2020     | Virale vriendjes                                                          | Lavinia Schimmelpenninck     | Kinky Quarantaine                   | Margriet Hutting              |
| S1E24 | 20 maart 2020     | Jongens waren we, boerenjongens                                           | Philip de Witt Wijnen        | JerryJuice                          | Wibbien Siewertsz van Reesema |
| S1E25 | 27 maart 2020     | Quarantijd voor dingen                                                    | Marieke Elsinga              | Digi Dieka                          | Jennifer Lopez                |
| S1E26 | 3 april 2020      | Een half jaar zelfspod                                                    | Tonny van Driel              | De Falafelbak                       | Manon van Essen               |
| S1E27 | 10 april 2020     | Wat moet, dat moed                                                        | Welmoed Sijtsma              |                                     | Julia Klaassen                |
| S1E28 | 17 april 2020     | Provincialen for life                                                     | Jan Riesewijk                | Rent-a-Pussy                        | Daphne Bunskoek               |
| S1E29 | 24 april 2020     | Exit voor boomers, of de millennials?                                     |                              | Alibi                               | Charlotte Casiraghi           |
| S1E30 | 1 mei 2020        | Vrijheid in gevangenschap                                                 | Mark Teurlings               | Vriesland                           | Paris Hilton                  |
| S1E31 | 8 mei 2020        | Het is een complot, gekkie                                                | Kaj Gorgels                  | De Battie-Boy                       | Estelle Hagen                 |
| S1E32 | 15 mei 2020       | Ik heb getwijfeld over België                                             | Regi Penxten                 | The Hairy Hole                      | Goedele Liekens               |
| S1E33 | 22 mei 2020       | Een appeltje voor de dorst                                                | Ali B                        | Pilspensioen                        | Loiza Lamers                  |
| S1E34 | 29 mei 2020       | Stresskipjes                                                              | Sophie Hilbrand              | Ferme le Poulet de Stress           | Beyoncé                       |
| S1E35 | 5 juni 2020       | Denk niet zwart, denk niet wit                                            | Humberto Tan                 | Neem-niet-op-register               | Femke Halsema                 |
| S1E36 | 12 juni 2020      | Cultuur is geen hobby                                                     | Youp van ’t Hek              | Klepspray                           | Carice van Houten             |
| S1E37 | 19 juni 2020      | De risicovrije samenleving                                                | Peter R. de Vries            | WeetWatJeVreet                      | Maithé Armayones              |
| S1E38 | 26 juni 2020      | Doggystyle                                                                | Domien Verschuuren           | Doggystyle                          | Germaine Peels                |
| S1E39 | 3 juli 2020       | Vurkansie                                                                 | Daphne Bunskoek              | Laat Je Niet Kisten                 | Geraldine Kemper              |
| S1E40 | 10 juli 2020      | Stambomen, wortels en familietakken                                       | Olivier Mertens              | Waar Zijn Die Handjes               | Audrey Hepburn                |
| S1E41 | 17 juli 2020      | De Zelfspodpartij                                                         | Joost Vullings               |                                     | Silvio Berlusconi             |
| S1E42 | 24 juli 2020      | De bemoeimaatschappij                                                     | Monique Smit                 | Schimmeltruien                      | Eva Vlaardingerbroek          |
| S1E43 | 31 juli 2020      | Doodsangst                                                                | Liesbeth Rasker              | Festival Funerals                   | Jessica Lee Buchanan          |
| S1E44 | 7 augustus 2020   | Lifecoaches, wat moet je er mee?                                          | Emile Ratelband              | ongezouten.nl                       | Arie Boomsma                  |
| S1E45 | 14 augustus 2020  | De superieure vrouw                                                       | Marcel van Roosmalen         | Het Podkasteel                      | Fahmi Quadir                  |
| S1E46 | 21 augustus 2020  | Rellûh                                                                    | Henk Bres                    | TikTokkie                           | Kinsey Wolanski               |
| S1E47 | 28 augustus 2020  | De jeugd van tegenwoordig                                                 | Midas Dekkers                | PodcastHelm                         | Wibi Soerjadi                 |
| S1E48 | 4 september 2020  | De provincie roept                                                        | Snelle                       | Gnorf                               | Doutzen Kroes                 |
| S1E49 | 11 september 2020 | Foebelle                                                                  | Kenneth Perez                | Balclub                             | Mikky Kiemeney                |
| S1E50 | 18 september 2020 | Geloofwaardigheid komt de voet en gaat te paard                           | Barend van Beelen            | Knetamine                           | Hannah Verboom                |
| S1E51 | 25 september 2020 | Uit en op de kast                                                         | Roy Donders                  | Man man man, uit de kast box        | Géza Weisz                    |
| S1E52 | 2 oktober 2020    | Verjaardagsfeestje                                                        | Titus van Dijk               | Mekado                              | Carmen Visser                 |

### Seizoen 2
| Afl.  | Datum            | Titel                                         | Een stukje ongevraagd advies | Het geflopte business-idee van Jaap         | Het snoepje van de week     |
| ----- | ---------------- | --------------------------------------------- | ---------------------------- | ------------------------------------------- | --------------------------- |
| S2E01 | 9 oktober 2020   | Belasting betalen is een voorrecht            | Jort Kelder                  | AirNSB                                      | Roos Sophie van Twisk       |
| S2E02 | 16 oktober 2020  | Gratis bestaat niet                           | Bas Smit                     | MarkeTonny; MinaretteMarketing              | Kylie Jenner                |
| S2E03 | 23 oktober 2020  | Pandemisère                                   | Arjan Erkel                  | Jake Roezemoes                              | Diederik Gommers            |
| S2E04 | 30 oktober 2020  | Begint een betere wereld bij jezelf?          | Anne Grietje Franssen        | Louis Vuidoom                               | Holly Mae Brood             |
| S2E05 | 6 november 2020  | 'Murica, fuck yeah?                           | Erik de Vlieger              | De StortStudent                             | Jane Fonda                  |
| S2E06 | 13 november 2020 | Adieu, God!                                   | Ruben van Zwieten            | BidCoin                                     | Kim Holland                 |
| S2E07 | 20 november 2020 | Verantwoordelijk voor je volgers              | Akwasi                       | SocialScale                                 | Tim Hofman                  |
| S2E08 | 27 november 2020 | De Moderne Mannen Mobilisatie                 | Henny Huisman                | Tarief voor je Wief (VeeMinisme, PaardTime) | Negin Mirsalehi             |
| S2E09 | 4 december 2020  | Deeleconomie, steeleconomie                   | Adriaan de Gier              | IkWouDatIkJouWas                            | Milou Deelen                |
| S2E10 | 11 december 2020 | Vaccinerend                                   | Isa Kriens                   | Corona museum                               | Ivana Pirizovich            |
| S2E11 | 18 december 2020 | Almerisering                                  | Bjarne Mastenbroek           | DreamHouse                                  | Merrith van den Bosch       |
| S2E12 | 25 december 2020 | Verzoening                                    | Fidan Ekiz                   | Winterslaap pil                             | Kate Beckinsale             |
| S2E13 | 1 januari 2021   | Happy new Year                                | Ron Simpson                  | Perfect Drunk                               | Anouk Matton Thivaios       |
| S2E14 | 8 januari 2021   | De Fancy                                      | Dick Berlijn                 | KartOff bak                                 | Emma Wortelboer             |
| S2E15 | 15 januari 2021  | De terreur van domheid                        | Maarten van Rossem           | SnackStreet Boys                            | Ida Zeile                   |
| S2E16 | 22 januari 2021  | Startup                                       | Marco                        | Faxi                                        | Monique Spronk              |
| S2E17 | 29 januari 2021  | Tijd voor tijd                                | Rick Pastoor                 | Mijn paal, jouw paal                        | Cato van Ee                 |
| S2E18 | 5 februari 2021  | Over kakkers & gentlemen                      | Yvo van Regteren Altena      | Kakker klooster                             | Idris Elba                  |
| S2E19 | 12 februari 2021 | Romantisanderen                               | Elize van der Horst          | Pimpefy                                     | Olcay Gulsen                |
| S2E20 | 19 februari 2021 | Europa, helemaal zo gek nog niet              | Reinier van Lanschot         | Corenton                                    | Jean-Claude Juncker         |
| S2E21 | 26 februari 2021 | Fuck Clubhouse                                | Lisa Goudsmit                | NoFOMO                                      | Mayelin van der Meer        |
| S2E22 | 5 maart 2021     | Toeval bestaat wél                            | Emil van Oers                | Horkoff                                     | Kim Feenstra                |
| S2E23 | 12 maart 2021    | Campagnekwelling                              | Jesse Frederik               | Subschimmel                                 | Kiki Hagen                  |
| S2E24 | 19 maart 2021    | Mediamoe(ite)                                 | Dennis Storm                 | Materazzi                                   | Eline Hintzen               |
| S2E25 | 26 maart 2021    | Blootgewoon                                   | Bridget Maasland             | Uier-radar / Lede-maat                      | Lorena Medina               |
| S2E26 | 2 april 2021     | Bevrijd de Zondebok!                          | Martijn Koning               | Avhond                                      | Sylvana Simons              |
| S2E27 | 9 april 2021     | Keten met proleten                            | Kitty Herweijer              | Pommery de Charity                          | Caroline de Gruyter         |
| S2E28 | 16 april 2021    | The office                                    | Annet Malherbe               | Kabberdoes                                  | Hanneke Zwart               |
| S2E29 | 23 april 2021    | Oranjebitter                                  | Floris Müller                | hyperhyper.nl                               | Emanuel Filibert van Savoye |
| S2E30 | 30 april 2021    | Het boetekleed                                | Caroline Tensen              | ArchiTalents                                | Wout Weghorst               |
| S2E31 | 7 mei 2021       | Verhef jezelf                                 | Rosanne Hertzberger          | Intellapp                                   | Rob Kemps                   |
| S2E32 | 14 mei 2021      | Massa is kassa?                               | Jan Smit                     | Testival                                    | Isha van Dijk               |
| S2E33 | 21 mei 2021      | VOC-mentaliteit                               | Mark Koster                  | Sywert-meter                                | Heleen van Royen            |
| S2E34 | 28 mei 2021      | Hebbedingetjes                                | Arne Kantelberg              | Walking in Memphis hoodie                   | Demi de Boer                |
| S2E35 | 4 juni 2021      | Zolderkamermunten                             | Michaël van de Poppe         | Drank en Drone                              | Stefania Liberakakis        |
| S2E36 | 11 juni 2021     | Icarus                                        | Diederik Ebbinge             | Doccen                                      | Sarah van Zoelen            |
| S2E37 | 18 juni 2021     | Mannenschaamte                                | Jerry Goossens               | KOBB (knallen of blauw ballen)              | Lisanne Kamphuis            |
| S2E38 | 25 juni 2021     | Coronexit                                     | Marc van Ranst               | Hoe date ik het ook alweer?                 | Raounak Khaddari            |
| S2E39 | 2 juli 2021      | Tikgeitjes                                    | Ronald Giphart               | Zelfspodcast app                            | Maaike Reus                 |
| S2E40 | 9 juli 2021      | ¡Applicaciónes!                               | David Weiler                 | Vrieskleed                                  | Whitney Wolf Herd           |
| S2E41 | 16 juli 2021     | Een filantropisch klimaat                     | Maarten de Gruyter           | Karmapp                                     | MacKenzie Scott             |
| S2E42 | 23 juli 2021     | Opi's en Omi's                                | Oma Schimmelpenninck         | Omafoon                                     | Patricia Paay               |
| S2E43 | 30 juli 2021     | Gedoogd snoepgoed                             | Rob Jetten                   | Pablo Ijscobar / BlowBar                    | Julia Schotman              |
| S2E44 | 6 augustus 2021  | Wandelen is een deugd, toerisme een doodzonde | Elske Doets                  | Surpreis                                    | Liesbeth Rasker             |
| S2E45 | 13 augustus 2021 | Strafmaatjes                                  | Max den Blanken              | Druif-in                                    | Gabby Thomas                |
| S2E46 | 20 augustus 2021 | e-drugs                                       | Doortje Smithuijsen          | The Burner                                  | Anne-Fleur Lammerts         |

## Exclusieve afleveringen

### Seizoen 1
| Afl.  | Datum             | Titel                                  |
| ----- | ----------------- | -------------------------------------- |
| X1E01 | 23 april 2020     | Pink Flamingo perikelen part 1         |
| X1E02 | 2 mei 2020        | Pink Flamingo perikelen part 2         |
| X1E03 | 9 mei 2020        | Plastieke vervolmaking                 |
| X1E04 | 16 mei 2020       | Taboes, voor zover nog te vinden       |
| X1E05 | 25 mei 2020       | Bachelorette, shemales en poëzie       |
| X1E06 | 1 juni 2020       | Spiritualiteit met Johannes            |
| X1E07 | 8 juni 2020       | Hoe Jaap een boterham verdient         |
| X1E08 | 15 juni 2020      | To rank or not to rank the stars       |
| X1E09 | 22 juni 2020      | Zeg niet dit, zeg niet dat             |
| X1E10 | 28 juni 2020      | De weg naar 7 meloen                   |
| X1E11 | 6 juli 2020       | Sport en het gebrek daar aan           |
| X1E12 | 13 juli 2020      | Zelfmedelijdende liefdesverdrietigheid |
| X1E13 | 20 juli 2020      | Respect my authority!                  |
| X1E14 | 27 juli 2020      | Laffe hazen                            |
| X1E15 | 3 augustus 2020   | De Club van 27                         |
| X1E16 | 10 augustus 2020  | Doodsbedreigingen en hoe ze te krijgen |
| X1E17 | 17 augustus 2020  | De grote Titusshow                     |
| X1E18 | 24 augustus 2020  | Opeens maar voorlopig niet meer        |
| X1E19 | 31 augustus 2020  | Taal is zeg maar echt ons ding         |
| X1E20 | 8 september 2020  | Snoepjes uit den ouden doosch          |
| X1E21 | 14 september 2020 | Kedeng, Kedeng                         |
| X1E22 | 21 september 2020 | QuitQuote                              |
| X1E23 | 28 september 2020 | The movies                             |
| X1E24 | 5 oktober 2020    | The day after                          |

### Seizoen 2
| Afl.  | Datum             | Titel                                             |
| ----- | ----------------- | ------------------------------------------------- |
| X2E01 | 12 oktober 2020   | Bang voor de blauwe brief                         |
| X2E02 | 19 oktober 2020   | Op de planken                                     |
| X2E03 | 26 oktober 2020   | Voor zondagskinderen is het ook wel eens zaterdag |
| X2E04 | 2 november 2020   | Dit kan écht niet meer                            |
| X2E05 | 9 november 2020   | Trumping Trump                                    |
| X2E06 | 16 november 2020  | Let's not talk about sex                          |
| X2E07 | 23 november 2020  | Zij geloven in ons                                |
| X2E08 | 30 november 2020  | Daar helpt geen moedertjelief aan                 |
| X2E09 | 7 december 2020   | Opgelicht?!                                       |
| X2E10 | 14 december 2020  | Manflu                                            |
| X2E11 | 21 december 2020  | Top 2000                                          |
| X2E12 | 28 december 2020  | Er is (luister)kinneke                            |
| X2E13 | 4 januari 2021    | De mislukte quiz                                  |
| X2E14 | 11 januari 2021   | Sander Hari vs. Jaap Verhoeven                    |
| X2E15 | 18 januari 2021   | Jaap op 1                                         |
| X2E16 | 25 januari 2021   | Gevraagd advies van Marco Aarnink                 |
| X2E17 | 1 februari 2021   | De jacht op de Mediacourant (part 1)              |
| X2E18 | 8 februari 2021   | Gevraagd advies van Yvo van Regteren Altena       |
| X2E19 | 15 februari 2021  | De jacht op de mediacourant (part 2)              |
| X2E20 | 22 februari 2021  | Gevraagd advies van Reinier van Lanschot          |
| X2E21 | 1 maart 2021      | Gevraagd advies van Rick Pastoor                  |
| X2E22 | 8 maart 2021      | De jacht op de Mediacourant (part 3)              |
| X2E23 | 15 maart 2021     | Gevraagd advies van Jesse Frederik                |
| X2E24 | 22 maart 2021     | De jacht op de Mediacourant (part 4)              |
| X2E25 | 29 maart 2021     | Gevraagd advies van Bridget Maasland              |
| X2E26 | 5 april 2021      | De jacht op de Mediacourant (part 5)              |
| X2E27 | 12 april 2021     | Gevraagd advies van Kitty Herweijer               |
| X2E28 | 19 april 2021     | Zelfspodcastingburette 'T Snøpske: Zuid-Holland   |
| X2E29 | 26 april 2021     | Gevraagd advies van Floris Müller                 |
| X2E30 | 3 mei 2021        | Zelfspodcastingburette 'T Snøpske: Utrecht        |
| X2E31 | 10 mei 2021       | Gevraagd advies van Rosanne Hertzberger           |
| X2E32 | 17 mei 2021       | Zelfspodcastingburette 'T Snøpske: Wageningen     |
| X2E33 | 24 mei 2021       | Gevraagd advies van Mark Koster                   |
| X2E34 | 31 mei 2021       | Zelfspodcastingburette 'T Snøpske: Flevoland      |
| X2E35 | 7 juni 2021       | Gevraagd advies van CryptoMitchnl                 |
| X2E36 | 14 juni 2021      | Zelfspodcastingburette 'T Snøpske: Overijssel     |
| X2E37 | 21 juni 2021      | Gevraagd advies van Jerry Goossens                |
| X2E38 | 28 juni 2021      | Zelfspodcastingburette 'T Snøpske: Drenthe        |
| X2E39 | 5 juli 2021       | Gevraagd advies van Ronald Giphart                |
| X2E40 | 12 juli 2021      | Nederlaag, o Nederlaag                            |
| X2E41 | 19 juli 2021      | Gevraagd advies van Maarten de Gruyter            |
| X2E42 | 26 juli 2021      | LIVE Laugh Love                                   |
| X2E43 | 2 augustus 2021   | Zelfspodgasten #1                                 |
| X2E44 | 9 augustus 2021   | Zelfspodgasten #2                                 |
| X2E45 | 16 augustus 2021  | Gevraagd advies van Max den Blanken               |
| X2E46 | 23 augustus 2021  | Gevraagd advies van Doortje Smithuijsen           |
| X2E47 | 30 augustus 2021  | Gevraagd advies van Gerrit Hiemstra               |
| X2E48 | 6 september 2021  | Gevraagd advies van Willem Treur                  |
| X2E49 | 13 september 2021 | Gevraagd advies van Peer Swinkels                 |
| X2E50 | 20 september 2021 | Gevraagd advies van Iens Boswijk                  |
| X2E51 | 27 september 2021 | Gevraagd advies van Gijs Groeneveld               |

### TonnyTalk
| Afl. | Datum             | Titel                                                         |
| ---- | ----------------- | ------------------------------------------------------------- |
| 1    | 28 augustus 2020  | Vragenuurtje vol willekeur                                    |
| 2    | 11 september 2020 | Hebben we guilty pleasures?                                   |
| 3    | 18 september 2020 | Moet een frikandel zwemles?                                   |
| 4    | 2 oktober 2020    | Voor hoeveel zou je kontvingeren?                             |
| 5    | 16 oktober 2020   | Zou je een fan daten?                                         |
| 6    | 30 oktober 2020   | Hebben we een Tukkers accent?                                 |
| 7    | 13 november 2020  | Dragen we een condoom?                                        |
| 8    | 27 november 2020  | Bestaat neutraal?                                             |
| 9    | 11 december 2020  | Advies aan de werkende vrouw                                  |
| 10   | 18 december 2020  | Winterstoppéren                                               |
| 11   | 2 januari 2021    | Reflecteren en voornemens                                     |
| 12   | 15 januari 2021   | Verhuizen, voornemens en vragen                               |
| 13   | 29 januari 2021   | Revoluties en recensies                                       |
| 14   | 12 februari 2021  | Raymond haakt af                                              |
| 15   | 26 februari 2021  | Gebroken vliezen doe je niet in gips                          |
| 16   | 26 maart 2021     | SuperSchimmel, Fruppelfruppel24 en Komkommer 76               |
| 17   | 9 april 2021      | Aandachtspan van een garnaal met goudvissenbrein              |
| 18   | 23 april 2021     | Sander is zelf een decadente, smerige, kuthoerentyfus proleet |
| 19   | 7 mei 2021        | Staat KK voor kunstkorting?                                   |
| 20   | 21 mei 2021       | Kijken niet kopen                                             |
| 21   | 4 juni 2021       | Kan Jaap lezen?                                               |
| 22   | 18 juni 2021      | Het Kanker Wereld Fonds                                       |
| 23   | 2 juli 2021       | SBS Shownieuws, niet opnemen                                  |
| 24   | 16 juli 2021      | Een gebliepte TonnyTalk                                       |
| 25   | 30 juli 2021      | Op locatië in Kroatië                                         |
| 26   | 13 augustus 2021  | Valse beloftes?                                               |
| 27   | 27 augustus 2021  | We stoppen nog niet                                           |
| 28   | 10 september 2021 | Een Treurige Talk (1/2)                                       |
| 29   | 24 september 2021 | Een nog Treurigere Talk (2/2)                                 |

### De Knipselmand
| Afl. | Datum             | Titel                              |
| ---- | ----------------- | ---------------------------------- |
| 1    | 28 augustus 2020  | Gerontocratie & zwarte elite       |
| 2    | 11 september 2020 | Dictators & Duitsers               |
| 3    | 25 september 2020 | Thuiswerken & terreurcampagnes     |
| 4    | 9 oktober 2020    | Derivaten & yoghurt                |
| 5    | 23 oktober 2020   | Transgenders & pensionado's        |
| 6    | 6 november 2020   | Podcastheld & Franse hielenlikker  |
| 7    | 20 november 2020  | McDonalds is fit & Fox is fired    |
| 8    | 4 december 2020   | Eenzaamheid & het regenbooggordijn |
| 9    | 11 januari 2021   | Kiesmannen x Sander                |

## Discografie

### Singles
| Single met eventuele hitnotering(en) in de Nederlandse Top 40 | Datum van verschijnen | Datum van binnenkomst | Hoogste positie | Aantal weken | Opmerkingen |
| ------------------------------------------------------------- | --------------------- | --------------------- | --------------- | ------------ | ----------- |
| Met kerst niet alleen                                         | 22-12-2020            | -                     |                 |              |             |

## Prijzen en nominaties
| Prijs                                                       | Jaar | Resultaat   | Opmerkingen |
| ----------------------------------------------------------- | ---- | ----------- | ----------- |
| Online Radio Awards: beste podcast                          | 2020 | Gewonnen    | [ 2 ]       |
| Dutch Podcast Awards: lifestyle, maatschappij en gezondheid | 2020 | Gewonnen    | [ 3 ]       |
| Gouden Podcast                                              | 2020 | Genomineerd |             |